# Збірна Хорватії з гандболу
Збі́рна Хорватії з гандбо́лу (хорв. Hrvatska rukometna reprezentacija) — національна збірна команда Хорватії з гандболу, якою керує Федерація гандболу Хорватії. Разом із збірними Данії та Франції утворюють велику гандбольну трійку Європи та світу.

## Історія

### Австро-Угорський період
Вперше слово «гандбол» використав хорватський літературознавець Франьо Бучар, описуючи німецьку гру Schleuderball в журналі «Сокіл» 1904 ще за часів Австро-Угорщини. А 1911 відбувається перша гра в гімназії міста Пазин, згодом у гандбол почали грати студенти Осієка та Вуковара проти студентів Праги.

### За часів Югославії
За часів Королівства Югославія на території Хорватії з'явилась перша школа суддів з гандболу.
На початку Другої світової війни Королівство Югославії розпалося. На території, де проживають хорвати 10 квітня 1941 року створена Незалежна Держава Хорватія (хорв. Nezavisna Država Hrvatska). Вже 2 жовтня 1941 в Загребі створена Федерація гандболу Хорватії, яка координувала роботу понад десяти клубів до 1944 року. Перший матч під егідою нової федерації відбувся 12 жовтня 1941. Перший та єдиний міжнародний матч відбувся із збірної Угорщини 14 червня 1942 року в Будапешті, хорвати зазнали поразки 0:9, а на матчі були присутні 30 000 глядачів.
Після закінчення Другої світової війни (1945) Хорватія увійшла до складу новоствореної СФРЮ. Замість Федерації гандболу Хорватії був створений Комітет з гандболу Гімнастичної Асоціації Хорватії, лише згодом 19 грудня 1948 року була відновлена Федерація, яка увійшла до Федерація гандболу Югославії (RSJ), була створена 17 грудня 1949 року в Белграді шляхом об'єднання національних і провінційних асоціацій, з 1950 є членом міжнародної федерації.
Збірна Югославії, яка майже повністю складалась з хорватських гравців 19 червня 1950 року переграла національну збірну Бельгії 18:3. До розпаду Югославії в 1992 році, хорватські гандболісти грали за збірну Югославії. За цей час на 17 міжнародних турнірах завоювали сім медалей. Це дві золоті олімпійські медалі, олімпійська бронза, золото чемпіонату світу, одна срібна та дві бронзові медалі чемпіонату світу. Серед інших відомих трофей, це 5 золотих медалей, які виграли на п'яти турнірах Середземноморських ігор (1967, 1975, 1979, 1983 і 1991), дві золоті та одну бронзову медаль на етапах Кубка світу, проведених в 1971, 1974 і 1984 в Швеції, 2 бронзові медалі гандбольної Суперліги 1981 та 1983 роках в Німеччині і срібло в 1990 році на Іграх доброї волі в Сіетлі. 
На молодіжному чемпіонаті світу 1987 в Рієці, де югослави стали чемпіонами, виступали і три хорвати, які на Літніх Олімпійських іграх 1996 здобудуть золоті нагороди Олімпійського турніру, це: Алваро Начинович, Ізток Пуц та Владимир Єлчич.

### Період становлення
30 травня 1990 в Хорватії почався процес створення держави. Ще до отримання незалежності від Югославії (8 жовтня 1991), національна збірна Хорватії провела свій перший міжнародний матч 14 січня 1991 проти Японії 23:23. Через розпад та війну в Югославії хорвати мали шанс отримати путівку на Літні Олімпійські ігри 1992 в Барселоні але це місце отримала збірна Ісландії. Хорватія також пропустила чемпіонат світу 1993 року в Швеції.
Хорвати почали свій шлях до еліти гандбольного світу з Середземноморських ігор, де вони стали переможцями в 1993, а вже наступного року дебютували в фінальній стадії чемпіонату Європи в Португалії, де здобули бронзові нагороди, а на чемпіонаті світу 1995 в фінальному матчі поступились французам 19:23. Залишились без нагород на чемпіонаті Європи 1996 посівши третє місце в групі припинили виступи, фінішували в підсумку на п'ятому місці.
Найбільший успіх з моменту здобуття незалежності хорватські гандболісти мали в 1996 році здобувши золото Атланти 1996, на груповому етапі в п'яти матчах поступились лише шведам 18:27, у півфіналі обіграли французів 24:20, а у фіналі завдали поразки шведам 27:26. Правда після цього настав спад у виступах збірної пов'язаний насамперед із зміною поколінь, так на чемпіонаті світу 1997 хорвати в 1/8 фіналу поступились іспанцям 25:31, а в 1999 югославам 23:30, на чемпіонаті 2001 у додатковий час поступились українцям 34:37. На європейських чемпіонатах також були невдачі: 1998 — 8 місце, 2000 — 6 місце, 2002 — 16 місце. Не пройшла збірна кваліфікацію на Олімпійські ігри 2000, що відбулись у Сіднеї.

### Повернення Ліно Червара
Після кількох років невдач Федерація запросила на місце головного тренера Ліно Червара. І вже на чемпіонаті світу 2003 хорвати стають чемпіонами, а на чемпіонаті Європи 2004 посідають четверте місце, на Олімпійських іграх 2004 в Афінах повертають і золото Олімпіади здобувши перемоги в восьми матчах у тому числі в драматичному фіналі над німцями 26:24. 
| Позиція          | Гравці |
| ---------------- | --- |
| Голкіпери        | Владо Шола, Веніо Лосерт, Вальтер Матошевич |
| Гравці           | Петар Метлічич, Івано Балич, Блаженко Лацкович, Славко Голужа, Драго Вукович, Ігор Ворі, Мірза Джомба, Нікша Калеб, Ведран Зрнич, Горан Шпрем, Денис Шполярич, Давор Домінікович |
| Тренерський штаб | Ліно Червар (головний тренер), Ірфан Смайлагич (асистент), Зденко Зорко (тренерів воротарів), Мілєнко Рак (фітнес тренер)                                                        |

На чемпіонаті світу 2005 здобули срібні нагороди поступившись у фіналі іспанцям 34:40, цей успіх повторили через чотири роки в 2009 поступившись французам 19:24, загалом враховуючи останні чемпіонати світу, збірна Хорватії не опускалась нижче шостого місця (2015) і здобула ще одну бронзову нагороду (2013). На чемпіонатах Європи не опускалась нижче четвертого місця (2006, 2014), була двічі другою (2008, 2010) та ще двічі третьою (2012, 2016). На Олімпійських іграх: 2008 — 4 місце, 2012 — бронзові медалі, 2016 — 5 місце.

## Статистика виступів на турнірах

### Олімпійські ігри
| Рік                                | Раунд                              | Місце                              | І                              | В                              | Н                              | П                              | МЗ                             | МП                             | РМ                             |
| ---------------------------------- | ---------------------------------- | ---------------------------------- | ------------------------------ | ------------------------------ | ------------------------------ | ------------------------------ | ------------------------------ | ------------------------------ | ------------------------------ |
| 1992                               | Не брали участь в кваліфікації     | Не брали участь в кваліфікації     | Не брали участь в кваліфікації | Не брали участь в кваліфікації | Не брали участь в кваліфікації | Не брали участь в кваліфікації | Не брали участь в кваліфікації | Не брали участь в кваліфікації | Не брали участь в кваліфікації |
| 1996                               | Фінал                              | 1                                  | 7                              | 6                              | 0                              | 1                              | 183                            | 168                            | +15                            |
| 2000                               | Не кваліфікувались                 | Не кваліфікувались                 | Не кваліфікувались             | Не кваліфікувались             | Не кваліфікувались             | Не кваліфікувались             | Не кваліфікувались             | Не кваліфікувались             | Не кваліфікувались             |
| 2004                               | Фінал                              | 1                                  | 8                              | 8                              | 0                              | 0                              | 238                            | 211                            | +27                            |
| 2008                               | Півфінал                           | 4-е                                | 8                              | 4                              | 0                              | 4                              | 218                            | 199                            | +19                            |
| 2012                               | Півфінал                           | 3                                  | 8                              | 7                              | 0                              | 1                              | 230                            | 183                            | +47                            |
| 2016                               | Чвертьфінал                        | 5-е                                | 6                              | 4                              | 0                              | 2                              | 174                            | 164                            | +10                            |
| 2020                               | Не кваліфікувались                 | Не кваліфікувались                 | Не кваліфікувались             | Не кваліфікувались             | Не кваліфікувались             | Не кваліфікувались             | Не кваліфікувались             | Не кваліфікувались             | Не кваліфікувались             |
| 2024                               | Груповий турнір                    | 9-е                                | 5                              | 2                              | 0                              | 3                              | 148                            | 156                            | −8                             |
| Разом                              |                                    | Кваліфікація: 6/8                  | 42                             | 31                             | 0                              | 11                             | 1191                           | 1081                           | +110                           |
| У тому числі кваліфікаційні раунди | У тому числі кваліфікаційні раунди | У тому числі кваліфікаційні раунди | 51                             | 39                             | 0                              | 12                             | 1477                           | 1299                           | +188                           |

### Чемпіонат світу
| Рік   | Раунд                          | Місце                          | І                              | В                              | Н                              | П                              | МЗ                             | МП                             | РМ                             |
| ----- | ------------------------------ | ------------------------------ | ------------------------------ | ------------------------------ | ------------------------------ | ------------------------------ | ------------------------------ | ------------------------------ | ------------------------------ |
| 1993  | Не брали участь в кваліфікації | Не брали участь в кваліфікації | Не брали участь в кваліфікації | Не брали участь в кваліфікації | Не брали участь в кваліфікації | Не брали участь в кваліфікації | Не брали участь в кваліфікації | Не брали участь в кваліфікації | Не брали участь в кваліфікації |
| 1995  | Фінал                          | 2                              | 9                              | 7                              | 0                              | 2                              | 246                            | 211                            | +35                            |
| 1997  | 1/8                            | 13                             | 6                              | 2                              | 1                              | 3                              | 148                            | 146                            | +2                             |
| 1999  | 1/8                            | 10                             | 6                              | 3                              | 1                              | 2                              | 141                            | 145                            | −4                             |
| 2001  | 1/8                            | 9                              | 6                              | 3                              | 1                              | 2                              | 188                            | 152                            | +36                            |
| 2003  | Фінал                          | 1                              | 9                              | 8                              | 0                              | 1                              | 270                            | 243                            | +27                            |
| 2005  | Фінал                          | 2                              | 10                             | 8                              | 0                              | 2                              | 316                            | 273                            | +43                            |
| 2007  | Чвертьфінал                    | 5                              | 10                             | 9                              | 0                              | 1                              | 308                            | 246                            | +62                            |
| 2009  | Фінал                          | 2                              | 10                             | 9                              | 0                              | 1                              | 298                            | 228                            | +70                            |
| 2011  | Основний раунд                 | 5                              | 9                              | 6                              | 1                              | 2                              | 271                            | 213                            | +58                            |
| 2013  | Півфінал                       | 3                              | 9                              | 8                              | 0                              | 1                              | 266                            | 202                            | +64                            |
| 2015  | Чвертьфінал                    | 6                              | 9                              | 7                              | 0                              | 2                              | 258                            | 224                            | +34                            |
| 2017  | Півфінал                       | 4                              | 9                              | 6                              | 0                              | 3                              | 254                            | 233                            | +21                            |
| 2019  | Чвертьфінал                    | 6                              | 9                              | 6                              | 0                              | 3                              | 250                            | 220                            | +30                            |
| 2021  | Основний раунд                 | 15                             | 6                              | 3                              | 1                              | 2                              | 156                            | 122                            | +4                             |
| 2023  | Основний раунд                 | 9                              | 6                              | 4                              | 1                              | 1                              | 207                            | 167                            | +40                            |
| 2025  | Фінал                          | 2                              | 9                              | 7                              | 0                              | 2                              | 286                            | 234                            | +52                            |
| 2027  | Майбутнє змагання              | Майбутнє змагання              | Майбутнє змагання              | Майбутнє змагання              | Майбутнє змагання              | Майбутнє змагання              | Майбутнє змагання              | Майбутнє змагання              | Майбутнє змагання              |
| Разом | Кваліфікація: 16/18            | Кваліфікація: 16/18            | 132                            | 96                             | 6                              | 30                             | 3863                           | 3299                           | +564                           |

- — країна-господар фінального турніру

### Чемпіонат Європи
| Рік                                | Раунд                              | Місце                              | І                 | В                 | Н                 | П                 | МЗ                | МП                | РМ                |
| ---------------------------------- | ---------------------------------- | ---------------------------------- | ----------------- | ----------------- | ----------------- | ----------------- | ----------------- | ----------------- | ----------------- |
| 1994                               | Півфінал                           | 3                                  | 7                 | 4                 | 0                 | 3                 | 165               | 161               | +4                |
| 1996                               | Попередній раунд                   | 5                                  | 6                 | 4                 | 0                 | 2                 | 154               | 150               | +4                |
| 1998                               | Попередній раунд                   | 8                                  | 6                 | 2                 | 1                 | 3                 | 145               | 150               | -5                |
| 2000                               | Попередній раунд                   | 6                                  | 6                 | 3                 | 1                 | 2                 | 146               | 139               | +7                |
| 2002                               | Попередній раунд                   | 16                                 | 3                 | 0                 | 0                 | 3                 | 70                | 89                | -19               |
| 2004                               | Півфінал                           | 4                                  | 8                 | 4                 | 2                 | 2                 | 222               | 221               | +1                |
| 2006                               | Півфінал                           | 4                                  | 8                 | 5                 | 0                 | 3                 | 229               | 228               | +1                |
| 2008                               | Фінал                              | 2                                  | 8                 | 5                 | 1                 | 2                 | 212               | 203               | +9                |
| 2010                               | Фінал                              | 2                                  | 8                 | 6                 | 1                 | 1                 | 207               | 194               | +13               |
| 2012                               | Півфінал                           | 3                                  | 8                 | 5                 | 1                 | 2                 | 216               | 201               | +15               |
| 2014                               | Півфінал                           | 4                                  | 8                 | 5                 | 0                 | 3                 | 229               | 206               | +23               |
| 2016                               | Півфінал                           | 3                                  | 8                 | 5                 | 0                 | 3                 | 250               | 219               | +31               |
| 2018                               | Плей-оф                            | 5                                  | 7                 | 5                 | 0                 | 2                 | 204               | 187               | +17               |
| 2020                               | Фінал                              | 2                                  | 9                 | 7                 | 1                 | 1                 | 227               | 205               | +22               |
| 2022                               | Попередній раунд                   | 8                                  | 7                 | 3                 | 1                 | 3                 | 185               | 181               | +4                |
| 2024                               | Попередній раунд                   | 11                                 | 7                 | 3                 | 1                 | 3                 | 216               | 204               | +12               |
| 2026                               | Майбутнє змагання                  | Майбутнє змагання                  | Майбутнє змагання | Майбутнє змагання | Майбутнє змагання | Майбутнє змагання | Майбутнє змагання | Майбутнє змагання | Майбутнє змагання |
| 2028                               | Майбутнє змагання                  | Майбутнє змагання                  | Майбутнє змагання | Майбутнє змагання | Майбутнє змагання | Майбутнє змагання | Майбутнє змагання | Майбутнє змагання | Майбутнє змагання |
| Разом                              | Кваліфікація: 16/18                | Кваліфікація: 16/18                | 114               | 66                | 10                | 38                | 3077              | 2938              | +139              |
| У тому числі кваліфікаційні раунди | У тому числі кваліфікаційні раунди | У тому числі кваліфікаційні раунди | 170               | 112               | 13                | 45                | 4697              | 4242              | +455              |

- — країна-господар фінального турніру